# Związek Awiatyczny Studentów Politechniki Lwowskiej
Związek Awiatyczny Studentów Politechniki Lwowskiej – najstarsza polska organizacja lotnicza działająca przy Politechnice Lwowskiej w latach 1909–1939.

## Historia
Dynamiczny rozwój lotnictwa znalazł wielu entuzjastów we Lwowie, zwłaszcza wśród studentów Wydziału Budowy Maszyn Szkoły Politechnicznej. Z inicjatywy inż. Lubańskiego 6 listopada 1909 roku powstał tam Związek Awiatyczny, który od samego początku istnienia cieszył się poparciem kadry naukowej Politechniki - jego współzałożycielami i mentorami byli profesorowie Maksymilian Huber, Stefan Drzewiecki i Zygmunt Sochacki. W skład komitetu organizacyjnego weszli: Zygmunt Dzwonkowski, Włodzimierz Kisielnicki, Kazimierz Podhorski-Okołow, Wacław Orynowski, Eugeniusz Tor, Wacław Vorbrodt i Eliasz Zielski.
Już w 1910 roku z inicjatywy Związku odbyło się we Lwowie szereg wykładów o tematyce lotniczej, podczas których wystąpili prof. Maksymilian Huber, inż. Władysław Floryński, inż. Jan Weber i Włodzimierz Kisielnicki. Związek zorganizował wycieczkę na miting lotniczy w Budapeszcie. Zorganizowano we Lwowie pokazy lotnicze z udziałem francuskiego pilota Pierre Granda na samolocie Blériot XI i inż. Kazimierza Moszkowskiego.
Jesienią 1910 roku Związek wziął udział w organizacji na terenie Politechniki I Wystawy Awiatycznej, na której zaprezentowano ok. trzydziestu eksponatów: samoloty konstrukcji inż. Jana Webera i inż. Edmunda Libańskiego, samolot Willibalda Golda, wykonane przez braci Floriańskich modele samolotów Louis Blériota i Braci Wright, sterowca „BAYARD-CLEMENT", silnika rotacyjnego Gnôme i latawca dwukomorowego Hargrawe'a, modele dwupłatowca i ornitoptera wykonane przez Stanisława Naszkiewicza, model kombinacji aeroplanu z aerostatem Owsianego z Warszawy, modele śmigieł Edwarda Lepszego oraz modele firmy Komlossy z Wiednia, śmigła C. K. Oddziału Aeronautycznego z Wiednia oraz modele i zdjęcia. Dzięki inicjatywie członków Związku odbyły się pokazy lotnicze, w których udział wzięli austriaccy piloci Sablating i Reim.
W 1911 roku uruchomiono pierwszą na ziemiach polskich modelarnię lotniczą oraz wystosowano do władz Politechniki pismo domagające się utworzenia katedry lotnictwa i laboratorium aerodynamicznego.
W 1912 roku Związek otrzymał w darze od Czesława Zbierańskiego samolot jego konstrukcji. W Krakowie odbyły się pokazy lotnicze z wykorzystaniem tego samolotu. Zebrane środki miały zostać wykorzystane na rozwój konstrukcji. Nie doszło do tego, samolot w 1914 roku uległ zniszczeniu podczas pożaru hangaru.
W 1912 roku Związek ogłosił konkurs na projekt i model szybowca. Został on rozstrzygnięty 25 lutego 1913 roku. Jury w składzie: prof. dr Edwin Hauswald, prof. Maksymilian Huber, prof. Zygmunt Sochacki oraz L. Łoś przyznało pierwszą nagrodę projektowi przedstawionemu przez Tadeusza i Władysława Floriańskich, drugą projektowi K. Krulisza i trzecią J.K. Muchalewskiego. 25 marca 1913 roku podjęto uchwałę o budowie samolotu szkolnego, ale nie został on zbudowany.
W dniach 16 lutego-2 marca 1913 roku, dzięki staraniom Związku, odbyła się II Wystawa Lotnicza, na której zaprezentowano modele samolotów i szybowców, inż. Władysław Rubczyński zaprezentował model samolotu własnej konstrukcji, Bronisław Głowiński z Tarnopola wystawił przednią część kadłuba samolotu wraz z silnikiem, Tadeusz Floriański wystawił model szybowca własnej konstrukcji. Wystawa została zakończona konkursem modeli szybowców, w którym zwyciężył Tadeusz Floriański.
Wybuch I wojny światowej przerwał działalność Związku, wielu jego członków służyło w lotnictwie państw zaborczych. Wznowienie działalności nastąpiło w 1923 roku, rozpoczęto odtwarzanie biblioteki naukowej, prowadzono działalność propagandową i edukacyjną, wrócono do tematu utworzenia katedry lotniczej na Politechnice Lwowskiej. Od 1924 roku Związek zaangażował się w działalność związaną z szybownictwem, powołano do istnienia Sekcję Techniczną Związku. W 1925 r. w Sekcji przystąpiono do budowy szybowca CW-I konstrukcji członka Związku – Wacława Czerwińskiego. Szybowiec budowano z zamiarem startu w II Wszechpolskim Konkursie Szybowcowym na Oksywiu, ale nie został ukończony w terminie. W 1926 r. szybowiec został zaprezentowany w czasie Tygodnia LOPP. W 1927 r. kpt. pil. Jan Łukasiewicz na lotnisku w Skniłowie wykonał na tym szybowcu kilka szurów. 13 marca 1928 r. wykonano na tym szybowcu kilka lotów ciągnionych, były to jedne z pierwszych na świecie prób tego typu.
Związek Awiatyczny nie miał możliwości szkolenia pilotów, dlatego też podjęto w lutym 1927 roku decyzję o stworzeniu Aeroklubu Akademickiego we Lwowie, który w 1928 r. został przekształcony w Aeroklub Lwowski.
Z inicjatywy Związku rozpoczęto poszukiwanie terenów do uprawiania szybownictwa. W maju 1928 roku została zorganizowana I Wyprawa Szybowcowa na Łysą Górę koło Złoczowa, podczas której wykonano szereg lotów na szybowcu CW-I. Wyprawa ta była przełomowa dla polskiego szybownictwa, udowodniła, że możliwe jest uprawnianie tego sportu poza terenami górskimi. W czasie jej trwania Szczepan Grzeszczyk ustanowił dwa rekordy Polski – w długotrwałości lotu (4 min 13 s) i wysokości (40 m).
Doświadczenia z lotów pod Złoczowem zaowocowały stworzeniem kolejnych konstrukcji Wacława Czerwińskiego - szybowców CW-II i CW-III. Powstały one w warsztacie stolarskim Szczupłakiewicza we Lwowie przy ulicy Szpitalnej 52, który w 1930 roku został przekształcony w Warsztaty Szybowcowe ZASPL.
W 1928 roku zostały uwieńczone powodzeniem starania Związku o utworzenie katedry lotnictwa. Na Wydziale Mechanicznym Politechniki Lwowskiej została utworzona Sekcja Lotnicza, której opiekunem był prof. inż. Stanisław Łukasiewicz. Rok później powstało Laboratorium Aerodynamiczne Politechniki Lwowskiej, którym kierował dr inż. Zygmunt Fuchs. 19 kwietnia 1928 r. przedstawiciele Związku Awiatycznego (m.in. Adam Nowotny i Wacław Czerwiński) zostali członkami Sekcji Lotniczej Okręgu Wojewódzkiego LOPP i uzyskali możliwość propagowania szybownictwa.
W styczniu 1929 roku zbadano Góry Słonne w okolicy Bezmiechowej, które wiosną stały się celem II Wyprawy Szybowcowej zorganizowanej przez Związek Awiatyczny i Aeroklub Lwowski. Wyprawa również okazała się bardzo owocna - Szczepan Grzeszczyk ustanowił nowy rekord Polski w długotrwałości lotu (2 h 11 min 5 sek). Loty, na szybowcach CW-II i CW-III wykonywali również Rudolf Matz i Adam Nowotny. Ponadto uznano, że okolica stwarza korzystne warunki do uprawniania szybownictwa i podjęto decyzję o organizacji corocznych wypraw w to miejsce. Wiosną 1930 roku odbyła się tam trzecia wyprawa, podczas której Rudolf Matz i Adam Nowotny spełnili warunki do uzyskania kategorii C pilota szybowcowego. Podczas tej wyprawy w szkoleniu wzięły udział osoby nie posiadające jakiegokolwiek doświadczenia lotniczego, m.in. Wacław Czerwiński. W 1932 roku powstała tam Szkoła Szybowcowa w Bezmiechowej nazywana w II RP Akademią Szybowcową.
Pod patronatem Związku powstały kolejne konstrukcje szybowców – CW-IV i CW-5. Członkowie Związku prowadzili również prace nad skonstruowaniem samolotu na bazie "Pout du Ciel", zbudowano silniki JS-3 i JS-4 konstrukcji Jerzego Szablowskiego. Inżynier Adam Nowotny pracował nad szybowcem ANI. W 1936 roku członkowie Związku przebudowali szybowiec CW-8 na motoszybowiec montując w nim silnik JS-4, który oblatano na holu. W 1936 roku Związek rozpoczął prace nad własnym motoszybowcem ZASPL Osa.
W 1936 roku, z uwagi na problemy finansowe, Warsztaty Szybowcowe ZASPL zbankrutowały i zostały przejęte przez Instytut Techniki Szybownictwa i Motoszybownictwa (ITSM).
Wybuch II wojny światowej zakończył działalność Związku Awiatycznego. Jego członkowie stanowili później kadrę budującą szybownictwo w PRL, byli to m.in.: Rudolf Weigl, Rudolf Matz, Franciszek Kotowski, Piotr Mynarski, Wiktor Roth, Stanisław Lassota czy Roman Zatwarnicki.